# Fifty Shades of Grey – Befreite Lust
Fifty Shades of Grey – Befreite Lust (Originaltitel: Fifty Shades Freed) ist ein US-amerikanischer Erotikfilm von James Foley aus dem Jahr 2018. Bei dem Film handelt es sich um den dritten und letzten Teil der Filmreihe, die auf der Bücherserie Shades of Grey von E. L. James basiert.

## Handlung
Der Film beginnt mit der Hochzeit von Anastasia „Ana“ Steele und Christian Grey und dem Abflug in die Flitterwochen nach Frankreich. Währenddessen verschafft sich Jack Hyde Zutritt zum Greyhouse und stiehlt persönliche Daten von einem Server. Als Christian davon erfährt, brechen sie die Flitterwochen ab und kehren nach Seattle zurück.
Ana wird zur Lektorin bei SIP befördert. Christian holt sie nach der Arbeit ab und sie fahren an das Haus am See, welches Ana in Fifty Shades of Grey – Gefährliche Liebe gesehen hat, als sie mit Christian auf dem Boot war. Er hat es für sie gekauft. Ana ist überglücklich. Als die zwei sich die Pläne anschauen, wird Christian von der Architektin Gia angeflirtet und von Ana in die Schranken gewiesen. Christian ist beeindruckt und lässt sie seinen Audi R8 fahren. Auf dem Weg zurück nach Seattle beginnt eine Verfolgungsjagd mit einem blauen Dodge. Ana kann ihn abschütteln und sie haben Sex im Auto auf dem Parkplatz. Wieder in der Wohnung, schneidet Ana Christian die Haare und Christian möchte, dass Ana ihn nach New York begleitet. Ana lehnt wegen ihrer Arbeit ab.
Am nächsten Morgen verabschieden sich die zwei voneinander und Christian sagt ihr, sie soll gleich nach der Arbeit nach Hause kommen. Ana geht jedoch noch mit ihrer besten Freundin Kate in eine Bar. Ana weiß, dass sie etwas falsch gemacht hat und fährt danach in die Wohnung zurück, wo Jack auf sie wartet und sie entführen will. Die Bodyguards können dies jedoch verhindern und Jack kommt ins Gefängnis. Am nächsten Morgen ist Christian wieder da und stinksauer auf Ana. Er verweigert ihr den Sex und ignoriert sie. Als Ana am Abend von der Arbeit kommt überrascht er sie und verbindet ihr die Augen und sagt ihr, dass sie ins Spielzimmer gehen. Hier bestraft er Ana und Ana sagt zum ersten Mal das Safeword. Christian lässt von ihr ab und erklärt warum er das getan hat und dass er Angst um sie hatte. Die beiden vertragen sich wieder.
Als Ana wieder auf der Arbeit ist, holt Christian sie ab und überrascht sie mit einem Ausflug nach Aspen. Im Jet sitzen dazu noch Kate, Mia, José und Elliot. Sie fahren zu Christians Haus in den Bergen. Nach einem Bad, einer Wanderung und einer Shoppingtour gehen sie in einen Club und Elliot macht Kate einen Antrag. Anschließend gehen sie tanzen und Ana wird von einem Mann angefasst, woraufhin Christian ihn zu Boden schlägt.
Wieder zurück in Seattle erfährt Ana, dass Jack Hyde einen Gerichtstermin hat, und geht hin. Als sie Jack sieht, wird ihr schlecht und sie rennt auf die Toilette, wo sie sich übergeben muss. In dem Moment ruft ihre Frauenärztin an und bittet sie vorbeizukommen, um ihre Spritze auffrischen zu lassen. Ana erfährt, dass sie schwanger ist und ist darüber geschockt. Als sie am Abend mit Christian isst, erzählt sie ihm die Neuigkeiten und Christian rastet aus und verschwindet. Mitten in der Nacht kommt er völlig betrunken zurück und Ana bringt ihn ins Bett. Als sein Handy vibriert, schaut Ana drauf und sieht eine SMS von Elena. Daraufhin schließt sie sich im roten Zimmer ein.
Am nächsten Morgen sucht Christian sie überall. Ana zeigt sich, jedoch ignoriert sie Christian und es entbrennt ein Streit zwischen den beiden, in dem Ana ihm sagt, er sei kein kleines Kind mehr und solle erwachsen werden. Ana geht zur Arbeit, fühlt sich aber nicht wohl. Als ihr Handy klingelt und sie ran geht, weil sie denkt, es sei Mia, hört sie allerdings Jack, der Mia entführt hat und ein Lösegeld von fünf Millionen Dollar innerhalb zwei Stunden haben will, damit Mia nichts passiert. Ana fährt zur Bank, worauf der Bankier Christian anruft und Ana Christian anlügt, dass sie ihn verlassen will. Christian glaubt es allerdings nicht und spürt, dass etwas nicht stimmt. Er ortet ihr Handy. Ana wird nach der Geldübergabe von Jack geschlagen. Als sie am Boden liegt, kann sie Schlimmeres verhindern, indem sie ihm ins Knie schießt. Anschließend wird sie bewusstlos. In dem Moment treffen die Polizei und Christian ein. Ana muss ins Krankenhaus, mit dem Baby ist alles in Ordnung. Christian und Ana vertragen sich und Christian erzählt ihr unter Tränen, dass ihm das alles leidtut und er sich auf das Baby freut.
Etwas später, als Ana wieder im Escala ist, sieht Ana Unterlagen, die zeigen, wo Christians Mutter beerdigt ist. Die beiden gehen zum Grab und Christian kann endlich Frieden finden. Im Abspann ist zu sehen, wie Christian mit seinem Sohn im Garten des Seehauses fangen spielt. Ana sitzt, wieder schwanger, im Gras und liest ein Buch. Zum Schluss gehen alle drei Hand in Hand ins Haus zurück.

## Produktion
Der Film wurde bereits seit Februar 2016 back-to-back mit dem zweiten Teil der Reihe, Gefährliche Liebe, gedreht, welcher 2017 in die Kinos kam. Drehorte waren Vancouver, wo einige Szenen in den North Shore Studios aufgezeichnet wurden, und Paris.

## Soundtrack
Mit Fifty Shades Freed: Original Motion Picture Soundtrack erschien am 9. Februar 2018 der offizielle Soundtrack zum Film.
| ChartsChartplatzierungen       | Höchstplatzierung | Wochen |
| ------------------------------ | ----------------- | ------ |
| Deutschland (GfK)              | 1 (18 Wo.)        | 18     |
| Österreich (Ö3)                | 1 (20 Wo.)        | 20     |
| Schweiz (IFPI)                 | 4 (7 Wo.)         | 7      |
| Vereinigte Staaten (Billboard) | 5 (… Wo.)         | …      |
| Vereinigtes Königreich (OCC)   | 2 (… Wo.)         | …      |

| ChartsJahrescharts (2018)      | Platzierung |
| ------------------------------ | ----------- |
| Deutschland (GfK)              | 52          |
| Österreich (Ö3)                | 49          |
| Vereinigte Staaten (Billboard) | 184         |

Auszeichnungen für Musikverkäufe

| Land/Region       | Auszeichnungen für Musikverkäufe (Land/Region, Auszeichnung, Verkäufe) | Verkäufe |
| ----------------- | ---------------------------------------------------------------------- | -------- |
| Dänemark (IFPI)   | Platin                                                                 | 20.000   |
| Neuseeland (RMNZ) | Platin                                                                 | 15.000   |
| Singapur (RIAS)   | Gold                                                                   | 5.000    |
| Insgesamt         | 1× Gold · 2× Platin ·                                                  | 40.000   |

## Rezeption
Für die BBC beurteilte Nicholas Barber Fifty Shades of Grey – Befreite Lust als so erregend wie das Betrachten einer Raufasertapete. Dies könne damit zu tun haben, dass die größte erogene Zone das Gehirn und nichts sexyer als Humor sei.
Christopher Orr schrieb in The Atlantic, dass das Sehen des scheußlichen Films für ihn ein professionelles Opfer war. Rückblickend wirke der erste Teil Fifty Shades of Grey im Vergleich wie Citizen Kane mit Diskussionen über Dildos. Er bewerte die Filme im Vergleich auf einer Skala, die einem vertikalen Fall entspreche. Der dritte Teil wäre auf einem vergleichbaren Niveau wie der zweite Teil. Fifty Shades of Grey – Befreite Lust sei dabei aber weniger rückschrittlich und beleidigend als Fifty Shades of Grey – Gefährliche Liebe, aber idiotischer, was eine bemerkenswerte Leistung sei.
Im New Yorker beurteilte Richard Brody den dritten Film der Trilogie als eine teils luftig, teils spannende Erzählung von Eheleben, Konflikt und Versöhnung vor dem Hintergrund von fabelhaftem und scheinbar endlosem Reichtum, und den Problemen, den dieser Reichtum mit sich bringt. Die Sexszenen hätten dabei die Funktion von Platzhaltern. Was den unpersönlich entworfenen, leer umgesetzten und teuer produzierten Film einzig Leben einhauche sei Dakota Johnson. Ihr Verdienst sei, dass sie vor der Kamera wach erscheine.